# Sindżar (poddystrykt)
Sindżar – jedna z 6 jednostek administracyjnych trzeciego rzędu (nahijja) dystryktu Ma’arrat an-Numan w muhafazie Idlib w Syrii.
W 2004 roku poddystrykt zamieszkiwało 33 721 osób.